# Vatrogasna zabava Vol.1
Vatrogasna zabava vol.1 je prvi album hrvatskog glazbenog sastava "Vatrogasci". Također je jedan od četiri albuma iz serije "Vatrogasna zabava".

U naslovu albuma na omotu, udomaćenu englesku kraticu "vol." zamjenjuje goveđa (volovska) glava.

## Popis pjesama
1. "Ritam iza denser" (3:40)
  - glazba: B. Benites/J-V-Garrett III (SNAP - "Rhythm is a Dancer", 1992.)
  - stihovi: Tihomir Borošak & Dean Parmak
2. "Joj što volim" (3:41)
  - glazba: F. Farian/G. Reyam (Boney M - "Rivers of Babylon", 1978.)
  - stihovi: Tihomir Borošak
3. "Vatrogasac Mirko" (3:12)
  - glazba: Dean Parmak
  - stihovi: Tihomir Borošak
4. "Više-manje, manje-više" (3:19)
  - glazba: R. Waters (Pink Floyd - "Another Brick in the Wall, part II", 1979.)
  - stihovi: ?
5. "Ribar plete mrižu svoju" (2:46)
  - glazba: narodna
  - stihovi: narodna/Tihomir Borošak
6. "Ženićute" (3:41)
  - glazba: Dean Parmak & Tihomir Borošak
  - sampling: MC Hammer - "U Can't Touch This", 1990
  - sampling: Lipps Inc. - "Funkytown", 1980.
  - stihovi: Tihomir Borošak
7. "Traktori" (3:44)
  - glazba: S. Lipovača (Divlje jagode - "Motori", 1982.)
  - sampling: J. Tempest (Europe - "The Final Countdown", 1986.)
  - stihovi: A. Islamović/Tihomir Borošak
8. "Pjesma o čekanju" (4:00)
  - glazba: ?
  - stihovi: Tihomir Borošak

## Izvođači
- Tihomir Borošak-Tiho:
- Dean Parmak-Deki:
- Vladimir Pavelić-Bubi: vodeći vokal

## Vanjske poveznice
- Službene stranice sastava  Arhivirana inačica izvorne stranice od 22. srpnja 2010. (Wayback Machine)